# Mauro Morelli

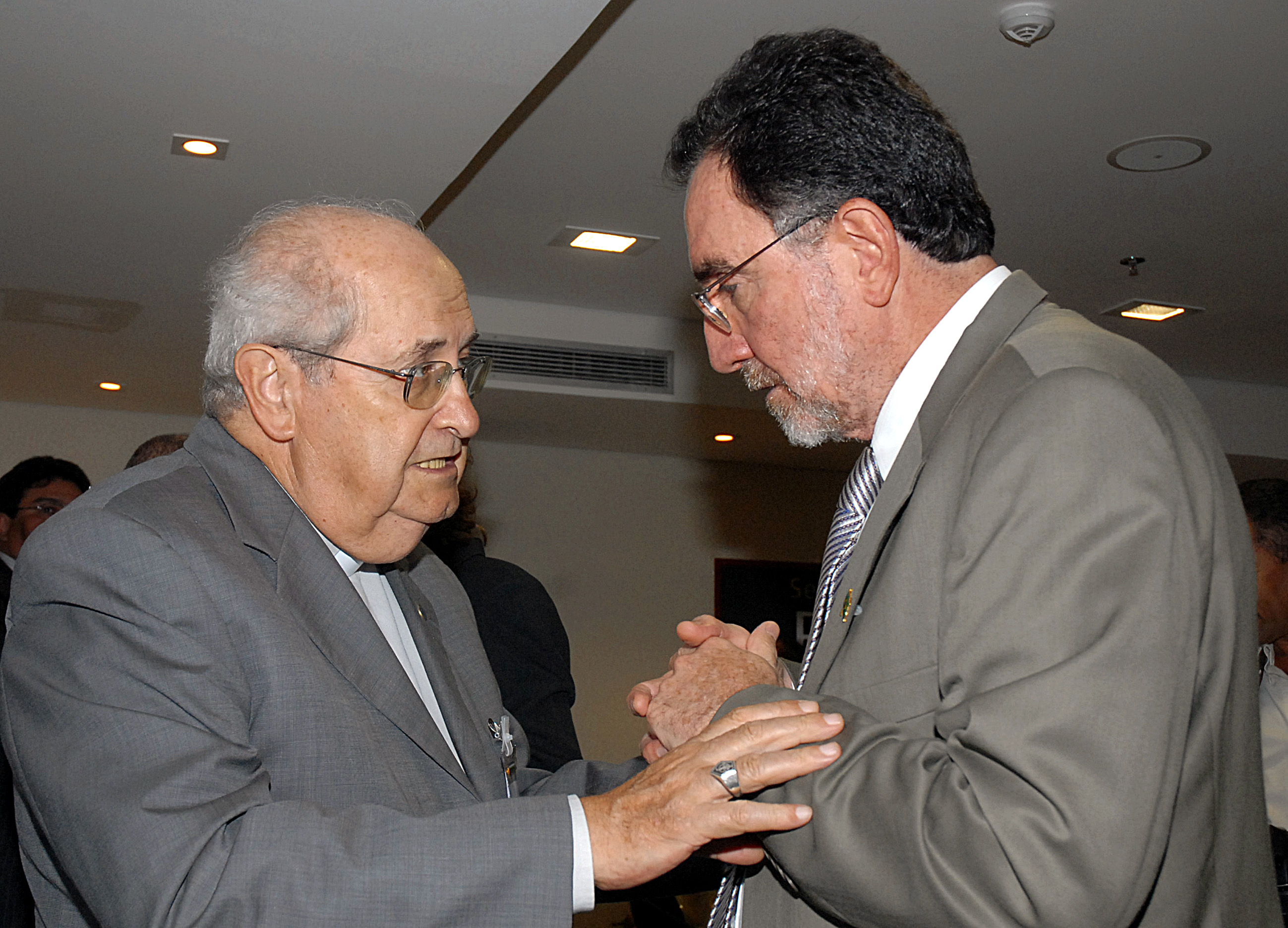
Mauro Morelli (l.) Patrus Ananias (r.) (Februar 2007)

Mauro Morelli (* 17. September 1935 in Avanhandava; † 9. Oktober 2023 in Belo Horizonte) war ein brasilianischer Geistlicher und römisch-katholischer Bischof von Duque de Caxias.

## Leben
Mauro Morelli wurde am 3. Juni 1964 zum Diakon geweiht und empfing am 28. April 1965  die Priesterweihe.
Papst Paul VI. ernannte ihn am 12. Dezember 1974 zum Weihbischof in São Paulo und Titularbischof von Vatarba. Der Erzbischof von São Paulo, Paulo Evaristo Kardinal Arns OFM, spendete ihm am 25. Januar des folgenden Jahres in der Catedral da Sé die Bischofsweihe; Mitkonsekratoren waren Benedito de Ulhôa Vieira, Weihbischof in São Paulo, und José Thurler, Weihbischof in São Paulo.
Am 25. Mai 1981 wurde er zum ersten Bischof des neuerrichteten Bistums Duque de Caxias ernannt. Morelli setzte sich stark für die Bekämpfung von Hunger und Armut ein.
Am 30. März 2005 nahm Papst Johannes Paul II. sein vorzeitiges Rücktrittsgesuch an. Dieses reichte Morelli ein, um sich stärker sozialen Projekten widmen zu können. Er starb im Alter von 88 Jahren im Krankenhaus Mater Dei in Belo Horizonte.